# Kraneled
Kraneled er en lille landsby på den østlige del af Møn. Den ligger i Magleby Sogn. Tidligere var der både smedje, skole, brugs og hotel. Det tidligere Hotel Sølyst fra 1924 er i dag kursusejendom.
Vest for landsbyen ligger gårdene Lundhøjgård, Kongshøjgård, Båndhøjgård og mod øst ligger Kraneledgård, Elleskovgård og Skansegård. En langdysse, Kraneled Dysse, findes i den sydøstlige udkant af Kraneled ved Skansevej. 
Landsbyen ligger i Vordingborg Kommune og tilhører Region Sjælland.